# Kriegsrecht in Südkorea (2024)
Das Kriegsrecht in Südkorea rief der südkoreanische Präsident Yoon Suk-yeol am 3. Dezember 2024 aus. In einer nächtlichen Rede warf er der größten Oppositionspartei, der Demokratischen Partei, Sympathien für Nordkorea und „staatsfeindliche Aktivitäten“ vor. Die Erklärung stieß bei der Demokratischen Partei und den Mitgliedern seiner eigenen Partei, Macht der Staatsbürger, auf Widerstand und löste Proteste aus. Nachdem Sicherheitskräfte versucht hatten, die Abstimmung vor Ort zu verhindern, verabschiedete die Nationalversammlung noch in der gleichen Nacht einstimmig einen Antrag zur Aufhebung des Kriegsrechts. Yoon hob das Kriegsrecht umgehend wieder auf. Die darauf folgende Staatskrise zog sich bis ins Jahr 2025. Yoon wurde schließlich des Amts enthoben und Neuwahlen folgten.

## Hintergrund

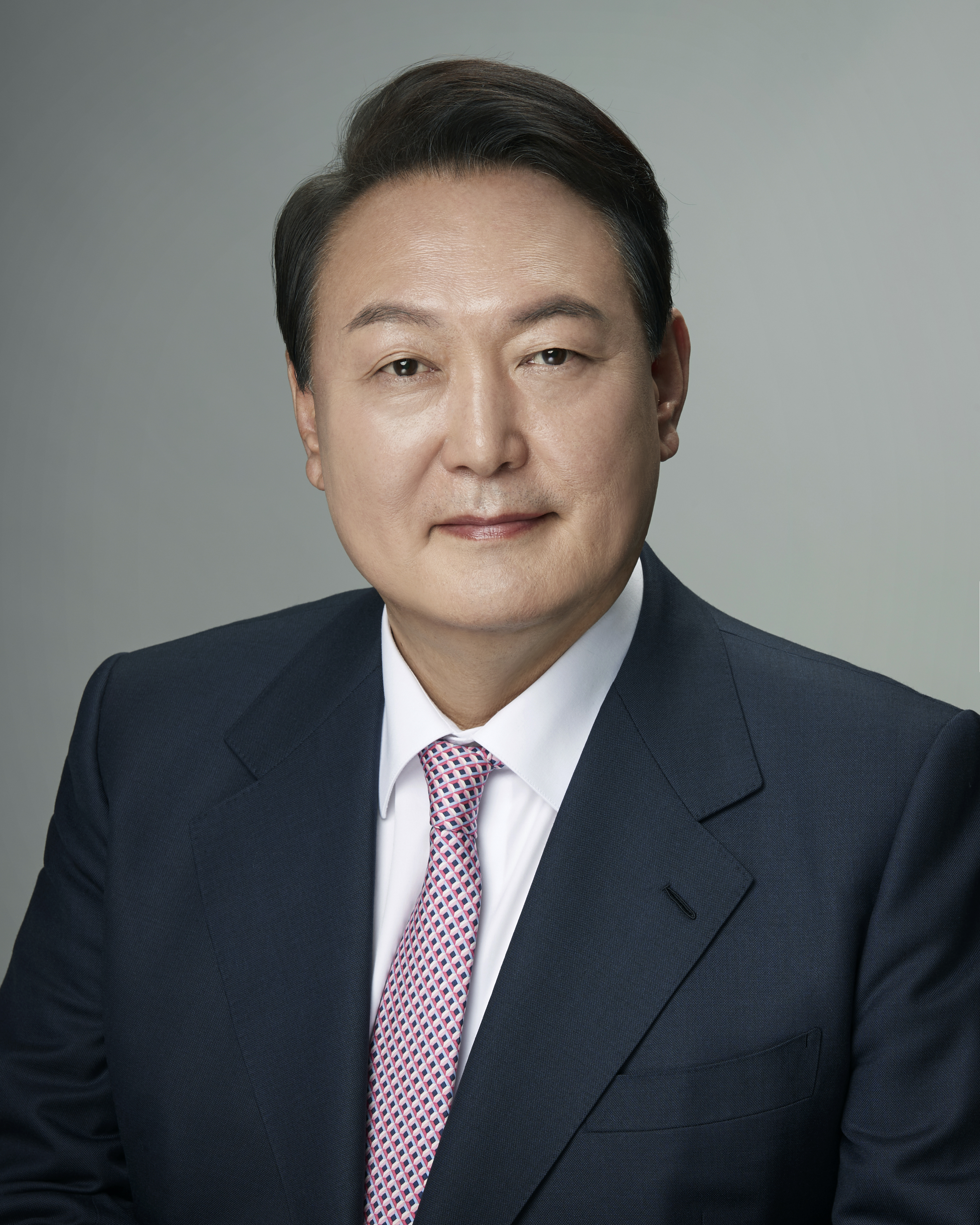
Präsident Yoon Suk-yeol (2022)

Yoon Suk-yeol, ein Mitglied der konservativen Partei Macht der Staatsbürger und ehemaliger Generalstaatsanwalt, übernahm nach seinem Sieg bei der Präsidentschaftswahl 2022 das Amt des Präsidenten Südkoreas. Bereits nach kurzer Zeit hatte seine Regierung niedrige Zustimmungswerte. Da in der Nationalversammlung die Opposition die Mehrheit hat, konnte er sein Wahlprogramm nicht durchsetzen. Bei den Parlamentswahlen im April 2024 behielt die Opposition, die von Lee Jae-myung (der bei der Präsidentschaftswahl 2022 knapp gegenüber Yoon Suk-yeol unterlag) angeführt wird, ihre Mehrheit, verfügte aber nicht über die nötige Stimmenanzahl (Zweidrittelmehrheit), um den Präsidenten abzusetzen.
Die Opposition setzte Yoon mit zahlreichen Amtsenthebungsverfahren gegen Regierungsmitglieder und hohe Beamte unter Druck und unterstellte Yoon und seiner Ehefrau Kim Keon-hee Korruption. Die Opposition blockierte zahlreiche Gesetzesvorschläge oder änderte diese völlig, auch den Haushaltsentwurf der Regierung kürzte sie. Yoon wiederum nutzte sein präsidiales Vetorecht gegen zahlreiche Gesetze des Parlaments. Drei Monate vor der Ausrufung des Kriegsrechts hatte Yoon den Verteidigungsminister ausgewechselt und Kim Yong-hyun ernannt, der zuvor General der Präsidentengarde war. Es wurde später angenommen, dass dies ein vorbereitender Schritt zum Kriegsrecht war.
Yoon rechtfertigte sich einige Zeit nach seiner Ausrufung des Kriegsrechts in einer öffentlichen Mitteilung: „Ich bin zu dem Schluss gekommen, dass die Handlungen der großen Oppositionspartei einen nationalen Notfall darstellen, der mit Kriegszeiten vergleichbar ist, und dass es die Pflicht des Präsidenten ist, das System der Republik Korea vor einer katastrophalen Krise zu schützen.“
Wenn das Kriegsrecht verhängt wird, muss der Präsident die Nationalversammlung unverzüglich benachrichtigen. Das Kriegsrecht kann durch einen Mehrheitsbeschluss der Nationalversammlung aufgehoben werden. Das Kriegsrecht galt letztmalig während des Militärputsches von 1979 nach der Ermordung des Diktators Park Chung-hee, ehe es 1981 aufgehoben wurde.

## Verlauf

### Bekanntgabe des Kriegsrechts

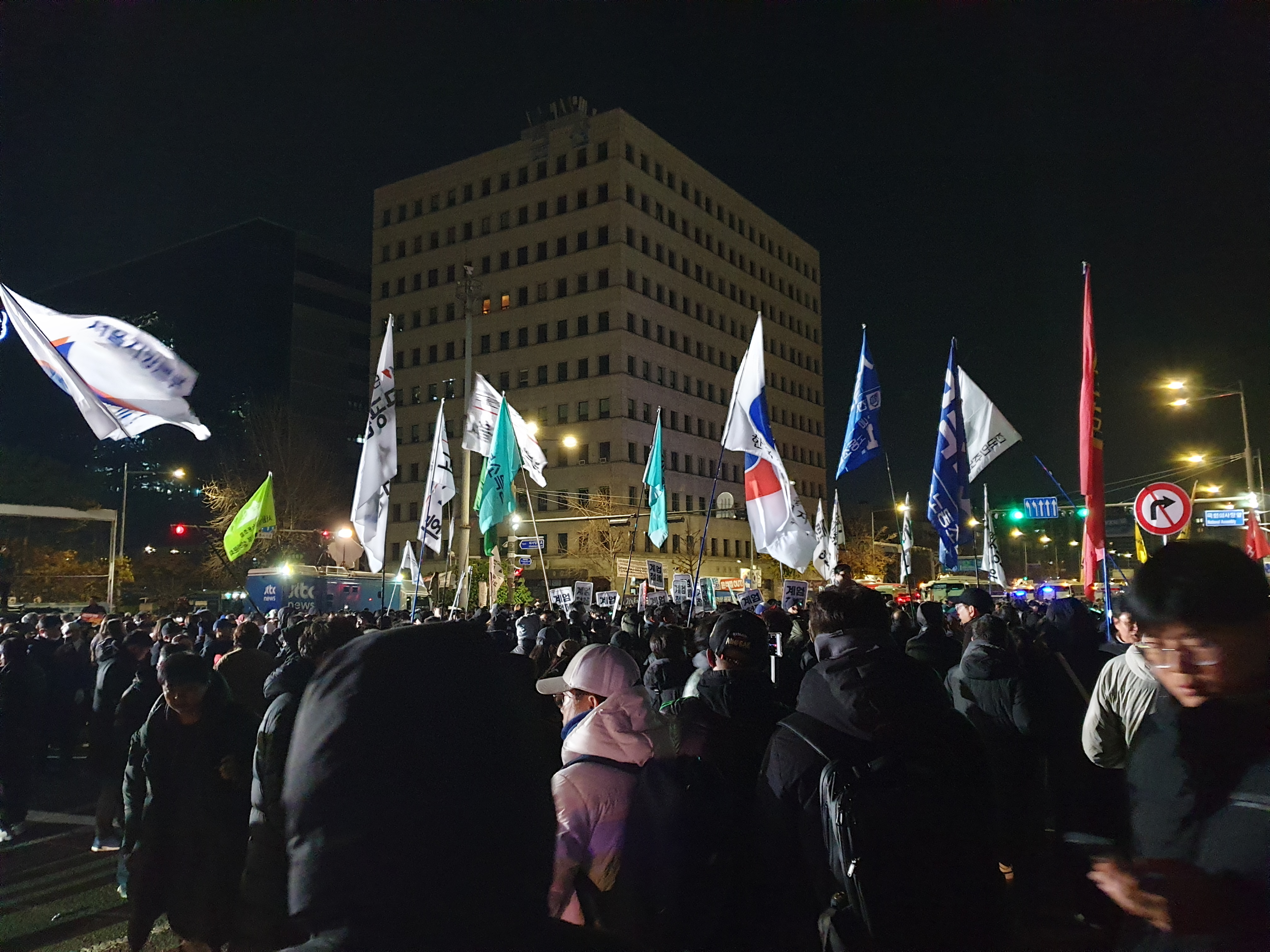
Zivilisten protestieren gegen die Verhängung des Kriegsrechts (4. Dezember 2024)

Das der Ausrufung des Kriegsrechts vorangehende Kabinettstreffen habe Yoon nicht förmlich eröffnet, sagten Innenminister Lee Sang-min und Finanzminister Choi Sang-mok später, sodass unklar gewesen sei, ob es eine offizielle Sitzung gewesen sei. Dennoch unterstützten einzelne Minister die Ausrufung des Kriegsrechts. Präsidialamtsleiter Chung Jin-suk habe sich dagegen ausgesprochen und versucht den Präsidenten davon abzubringen. Auch Ministerpräsident Han Duck-soo sei dagegen gewesen. Innenminister Lee und Finanzminister Choi haben Zweifel gehabt, da sie die wirtschaftliche Entwicklung gefährdet sahen. Präsident Yoon habe auf dem fünfminütigen Kabinettstreffen schließlich gesagt, er habe die Entscheidung getroffen und verantworte sie. Die Verhängung des Kriegsrechts wurde nicht schriftlich ausgefertigt.
Präsident Yoon Suk-yeol rief am 3. Dezember 2024 gegen 22:30 Uhr (koreanischer Zeit) das Kriegsrecht aus und warf der Opposition vor, Nordkorea unterstützt zu haben. Südkoreanische Bürger strömten sogleich vor das Parlament, um in Seoul gegen das Kriegsrecht zu demonstrieren. Die spontane Demonstration dauerte bis in die Morgenstunden.

### Ausübung des Kriegsrechts

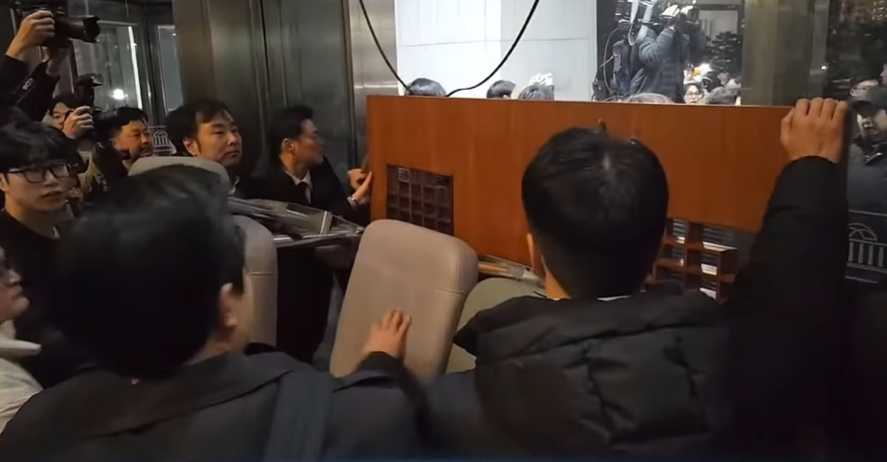
Verbarrikadierung des Parlaments von innen (3. Dezember 2024)

Gegen 22:30 Uhr (Ortszeit) drangen 300 Soldaten in die Räume des Nationalen Wahlleiters in Gwacheon ein. Die Armee beschlagnahmte fünf Telefone und machte Videoaufnahmen des Computerservers, der das Wahlregister verwaltet. Akten wurden nicht entwendet. Das Parlament in Seoul wurde vom Militär umstellt. Daran waren 280 Soldaten beteiligt. Dennoch gelangten zahlreiche Abgeordnete in das Parlamentsgebäude, teils kletterten sie über Zäune. Bilder zeigten, dass Parlamentsangehörige Soldaten mit Feuerlöschern zurückdrängen mussten. Spätere Ermittlungen der Staatsanwaltschaft ergaben, dass Yoon selbst anordnete, das Gebäude der Nationalversammlung vom Militär umstellen zu lassen. Die Parlamentarier sollten so gehindert werden, über die Aufhebung des Kriegsrechts abzustimmen. Er habe verfügt: „Brecht die Türen der Nationalversammlung mit Waffen auf, wenn ihr müsst!“ Er habe verlangt: „Holen Sie jetzt alle Abgeordneten aus der Nationalversammlung heraus.“ (Yoon bestritt diesen Vorgang im späteren Gerichtsprozess.)
Laut einer Aussage des stellvertretenden Direktors des Nationalen Geheimdienstes (NIS) Hong Jang-won vor der Nationalversammlung befahl Präsident Yoon ihm am 3. Dezember 2024 um 22:53 Uhr Ortszeit telefonisch, mit dem Kommando für Spionageabwehr der Verteidigung (DCC) zusammenzuarbeiten, um seine politischen Gegner zu verhaften. Yoon wollte „diese Gelegenheit nutzen, um sie zu verhaften und auszulöschen“. Hong sagte aus, dass Generalleutnant Yeo In-hyeong, der Chef des DCC, ihm später eine Liste von Personen gab, die verhaftet werden sollten. Die Liste der Ziele aus Hongs Erinnerung umfasste mehrere Politiker aus den Oppositionsparteien, u. a. den Vorsitzenden der Demokratischen Partei und Yoons Kontrahent bei der Präsidentschaftswahl 2022, den Vorsitzenden der Partei des Wiederaufbaus, den Sprecher der Nationalversammlung, den Fraktionsvorsitzenden der Demokratischen Partei, aber auch den Vorsitzenden seiner eigenen Partei. Der Vorsitzende der Macht der Staatsbürger Han Dong-hoon bestätigte, dass er auf dieser Liste stand, und gab an, dass die verhafteten Politiker in einer Haftanstalt in Gwacheon, im Süden Seouls, eingesperrt werden sollten. Der stellvertretende Direktor Hong weigerte sich, den Befehlen Folge zu leisten, und berief sich auf den Mangel an Ressourcen oder Personal und Mitteln des NIS, um einen solchen Befehl auszuführen. Berichten zufolge reagierte Hong auf die Anweisungen von Generalleutnant Yeo mit der Annahme, der Präsident habe den Verstand verloren und aufgehört, weitere Notizen zu machen. Berichten zufolge skizzierte Yeo Pläne, Ziele der ersten und zweiten Stufe in Phasen zu verhaften, sie in DCC-Einrichtungen zu inhaftieren und Ermittlungen durchzuführen. Yoon befahl daraufhin, Hong von seinem Posten zu entlassen. Derselbe Bericht deutet darauf hin, dass Hong Befehle erhielt, nachdem sich der NIS-Direktor Cho Tae-yong geweigert hatte, Yoons Verhaftungsliste auszuführen.
Spätere Ermittlungen bestätigten dies: Um 23:30 und 23:52 Uhr sei von Gu In-hoe, einem Vertreter des Militärgeheimdiensts, die Festnahme der Politiker Lee Jae-myung und Han erneut angeordnet worden. An diesem Telefonat nahmen auch Cho Ji-ho, Leiter der nationalen Polizeibehörde, Kim Bong-sik von der Polizeibehörde Sudogwon und weitere Personen nationaler Sicherheitsbehörden teil.
Um 23:37 Uhr rief Innenminister Lee Sang-min beim Leiter der obersten Feuerwehreinheit, Heo Seok-gon, an und verlangte auf Anweisung des Präsidenten einem Meinungsforschungsinstitut sowie den Zeitungen Hankyoreh und Kyunghyang Shinmun sowie den Fernsehsendern JTBC und MBC Strom und Wasser abzustellen. Der Innenminister rief zu diesem Zweck auch den Leiter der nationalen Polizeibehörde, Cho, an.

### Ende des Kriegsrechts

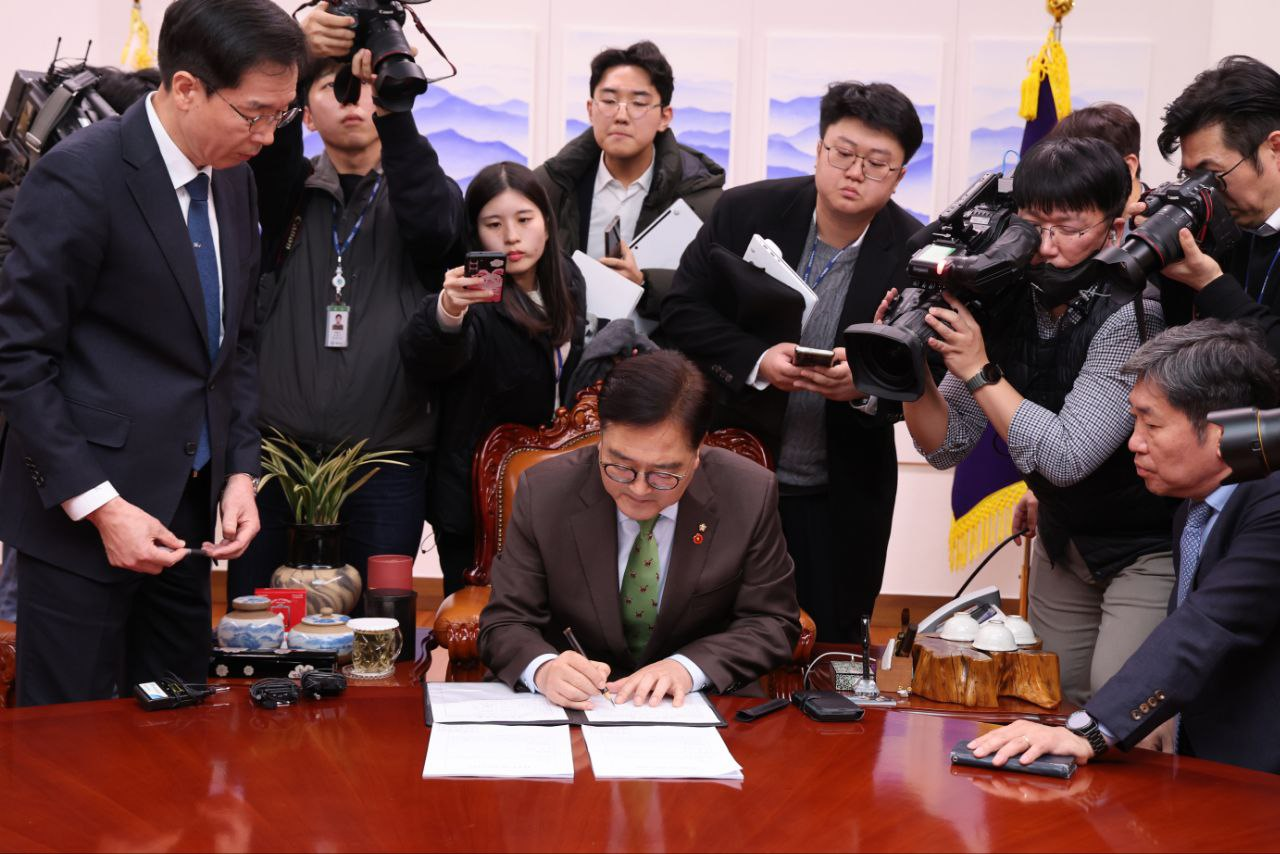
Vorsteher Woo unterzeichnet die Aufhebung des Kriegsrechts (4. Dezember 2024)

Alle anwesenden Abgeordneten der Nationalversammlung stimmten am 4. Dezember 2024 um 01:00 Uhr (koreanischer Zeit) für die Aufhebung des Kriegsrechts und überstimmten den Präsidenten. Unter den anwesenden 190 von insgesamt 300 Abgeordneten, die einstimmig den Antrag auf Aufhebung des Kriegsrechts ins Parlament eingebracht hatten, waren auch 18 Abgeordnete von Yoons Regierungspartei. Direkt im Anschluss forderte der Parlamentspräsident das Militär auf, sich zurückzuziehen.
Die Wahlkommission in Gwacheon blieb bis etwa 01:50 Uhr von Militärs besetzt, dann verließen sie das Gebäude. Um 02:00 Uhr (koreanischer Zeit) übermittelte der Parlamentsvorsteher dem Präsidenten förmlich das Abstimmungsergebnis. Gegen 02:30 Uhr zog sich das Militär aus dem Parlament zurück. Um 02:50 Uhr verkündete das Militär seine Weigerung, die Aufhebung des Kriegsrechts durch das Parlament anzuerkennen; es nehme lediglich Weisungen der Regierung an. Gegen 04:30 Uhr verkündete Präsident Yoon, dass er das Ergebnis der Abstimmung anerkenne, und er beauftragte das Regierungskabinett, das Kriegsrecht wieder aufzuheben. Vor dem Parlament brachen Demonstrierende in Jubel aus. Gegen 05:20 Uhr (Ortszeit) stimmte die Regierung dem Antrag Yoons zur Aufhebung des Kriegsrechts zu, es trat spätestens damit außer Kraft.

## Auswirkungen

### Proteste und politische Reaktionen

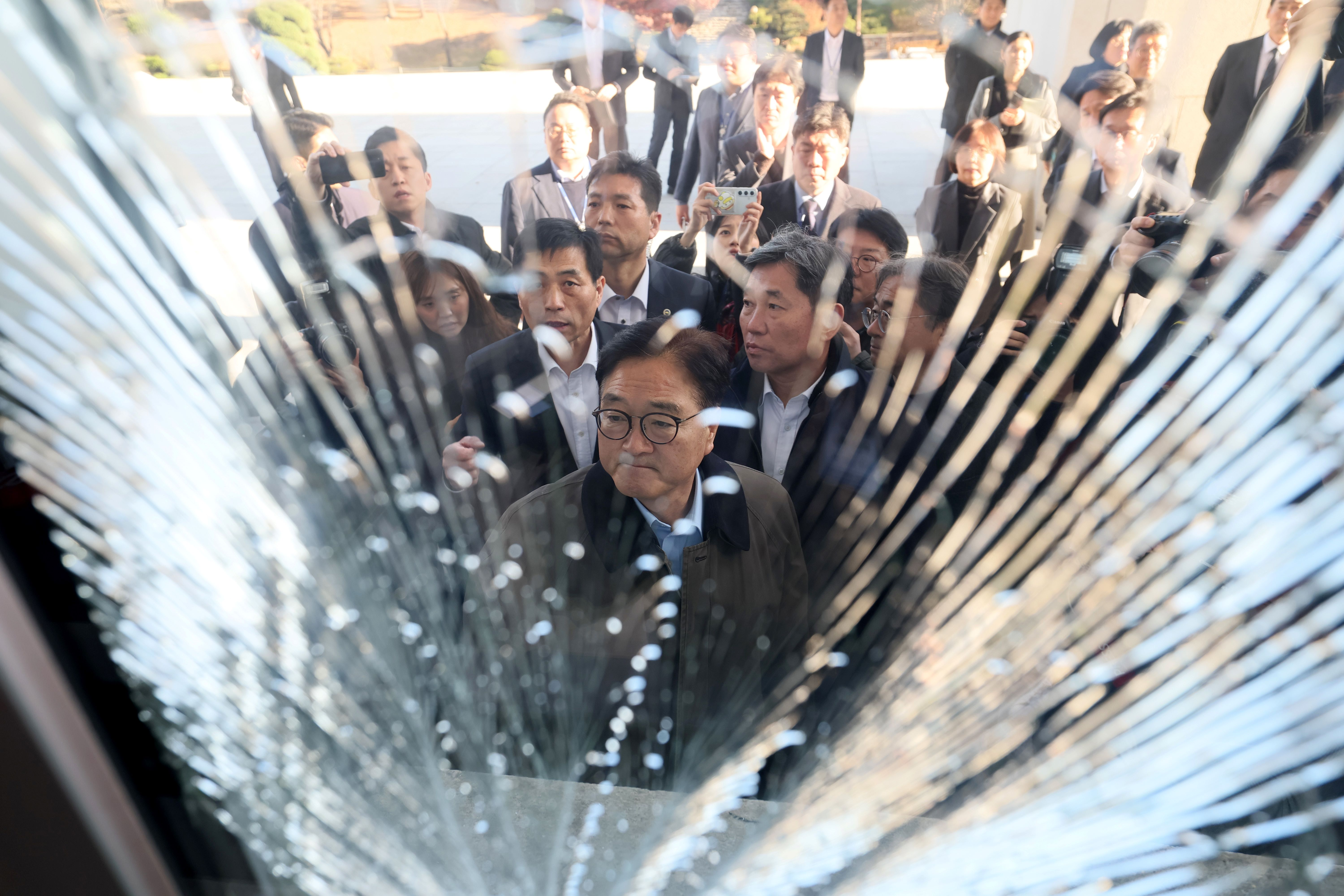
Vorsteher Woo begutachtet durch die Armee verursachte Schäden im Parlamentsgebäude (4. Dezember 2024)

Infolge der Ausrufung des Kriegsrechts kam es zu Protesten gegen den Präsidenten Yoon Suk-yeol, die unter anderem seinen Rücktritt forderten. Gewerkschaften drohten politische Streiks an. Die Opposition beantragte am Folgetag, den 4. Dezember ein Amtsenthebungsverfahren gegen Yoon. Der Antrag erhielt im ersten Anlauf keine Mehrheit. International rief die Krise Besorgnis hervor, unter anderen äußerten sich Regierungsvertreter der Vereinigten Staaten, Japans und Deutschlands. Nordkorea äußerte sich erstmals am 17. Januar 2025, die Koreanische Zentrale Nachrichtenagentur erwähnte die Festnahme Yoons in einer Verlautbarung. Der frühere südkoreanische Präsident Moon Jae-in drückte am 10. Februar 2025 sein Bedauern aus, Yoon im Jahr 2019 zum Generalstaatsanwalt befördert zu haben. Er „trage die volle Verantwortung für den Aufstieg des Kabinetts Yoon“ und entschuldigte sich dafür bei der Bevölkerung Koreas. Yoon trat während des späteren Wahlkampfs aus seiner Partei Macht der Staatsbürger aus, da er für diese zu einer Belastung geworden war.

### Amtsenthebung des Präsidenten

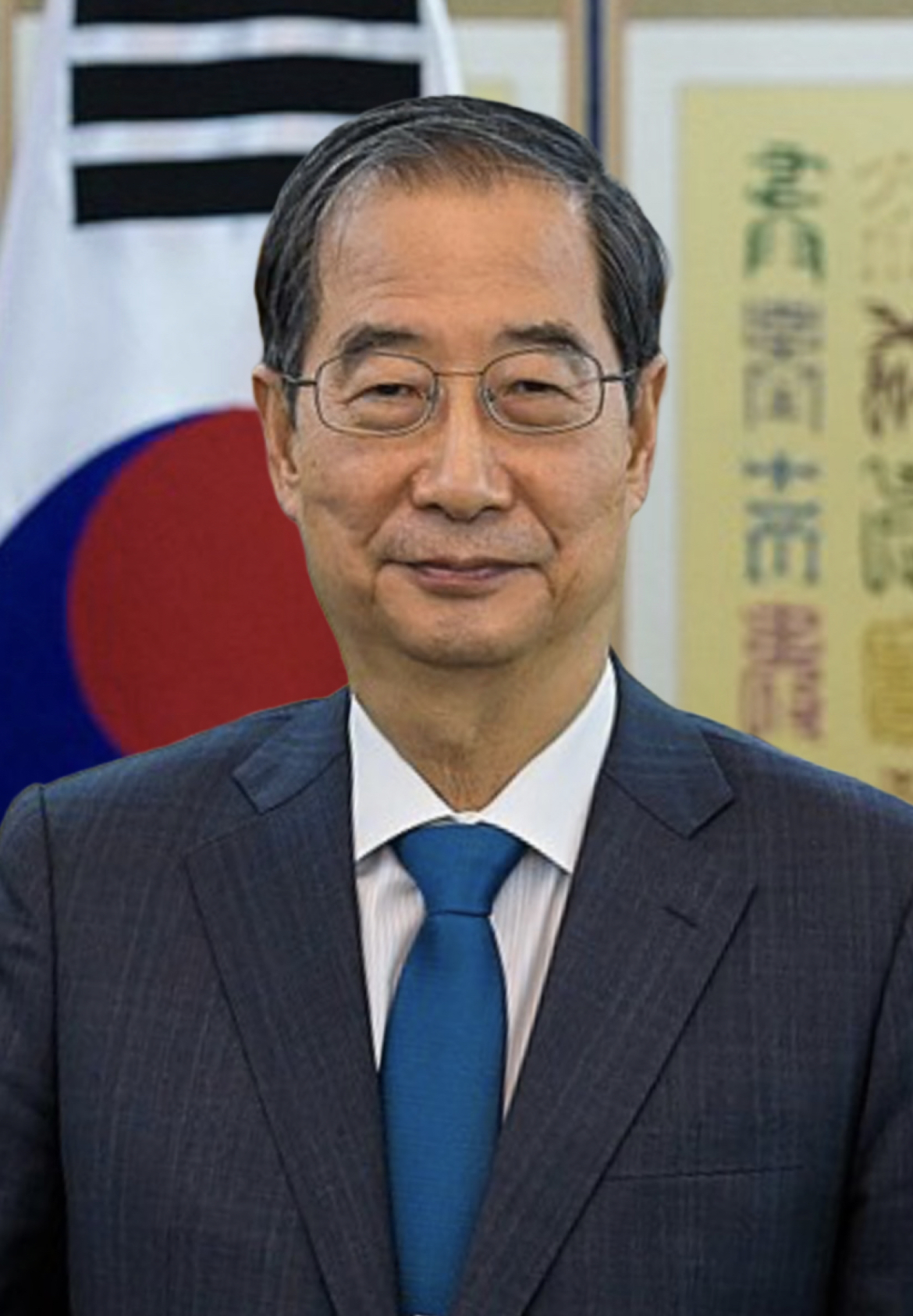
Interimspräsident Han Duck-soo (2022)

Han Dong-hoon, der Vorsitzende von Yoons eigener Partei, forderte zunächst dessen Suspendierung. Yoon entschuldigte sich in einer live übertragenen Fernsehansprache beim Volk für das vorübergehende Verhängen des Kriegsrechts. Die für die Einleitung eines Amtsenthebungsverfahrens nötige Zweidrittelmehrheit wurde bei Parlamentsabstimmung am 7. Dezember 2024 nicht erreicht, da die Abgeordneten der Gungminui-him nahezu geschlossen die Abstimmung boykottiert hatten. Am 9. Dezember 2024 wurde ein Verbot von Auslandsreisen gegen Präsident Yoon Suk-yeol verhängt. Yoon dürfe derzeit das Land nicht verlassen, teilten Vertreter des Justizministeriums bei einer Anhörung in einem Parlamentsausschuss mit. Grund seien die weiteren Ermittlungen gegen den Präsidenten wegen der kurzzeitigen Verhängung des Kriegsrechts.
Am 14. Dezember 2024 stimmte das Parlament in Seoul im zweiten Anlauf einem entsprechenden Antrag der Opposition für ein Amtsenthebungsverfahren gegen Präsident Yoon Suk-yeol zu. Die dafür notwendige Zwei-Drittel-Mehrheit wurde mit 204 Stimmen der 300 Abgeordneten in der Nationalversammlung erreicht. Das Verfassungsgericht muss nun entscheiden. Ministerpräsident Han Duck-soo übernahm die präsidialen Amtsgeschäfte übergangsweise.
Am 14. Januar 2025 begann das Amtsenthebungsverfahren vor dem Verfassungsgericht Südkoreas mit der ersten von fünf Anhörungen. Yoon blieb dieser fern. Yoon nahm an einer weiteren Anhörung am 19. Januar erneut nicht teil, jedoch seine Anwälte. Als Zeugen sollen aufgerufen werden: Kim Kim Yong-hyun, Hong Jang-won, Cho Ji-ho, Oberst Kwak Jong-geun, Lee Jin-woo vom polizeilichen Hauptstadtschutz sowie Yeo In-hyung aus dem Militärnachrichtendienst. Am 21. Januar 2025 sagte Yoon persönlich vor dem Verfassungsgericht aus. Er bekräftigte, er habe in seiner Karriere im öffentlichen Dienst immer an die liberale Demokratie geglaubt. Er bestritt, dass er angeordnet habe, Abgeordnete aus dem Parlament bringen zu lassen. Auch habe er die Abstimmung des Parlaments über das Kriegsrecht nicht stören wollen. Er bestritt Finanzminister Choi gebeten zu haben, einen Budgetplan für die Dauer des Kriegsrechts zu erstellen. Er wiederholte den Vorwurf, dass die Parlamentswahlen im Frühjahr 2024 manipuliert worden seien, was aus seiner Sicht die Durchsuchung der Wahlleitungsbehörde rechtfertige. Er bezeichnete die Ausrufung des Kriegsrechts als „lediglich förmlichen Verwaltungsakt ohne jedwede Durchsetzungsabsicht“. Die Erklärung des Kriegsrechts habe Verteidigungsminister Kim verfasst. Yoons Anwalt sagte, die Erklärung habe bezweckt, „den Zusammenbruch der liberalen demokratischen Ordnung zu verhindern“. Am 23. Januar sagte Yoon aus, er habe den Generalstabschef des Heeres Park An-su angewiesen, das Militär von der Nationalversammlung abzuziehen, nachdem er das Kriegsrecht aufgehoben hatte.
Yoon bewertete bei der Verhandlung des Verfassungsgerichts am 4. Februar 2025 die Zeitspanne seiner Verhängung des Kriegsrechts als ereignisarm, woraus er ableitete, es lägen nicht genügend Gründe zu seiner Amtsenthebung vor. Er beteuerte, nur zehn Soldaten seien unbewaffnet in die Nationalversammlung eingedrungen. Ein Sondereinsatzkommando sei durch ein Fenster dort eingedrungen, aber bald wieder herausgedrängt worden. Weil keine Verhaftungen stattgefunden hatten, sei seiner Ansicht nach unbedeutend, ob er es angeordnet habe, da der Befehl nicht ausgeführt wurde. Er sagte dazu: „Darüber zu debattieren, ob ich den Befehl gegeben habe oder nicht, wenn überhaupt nichts passiert ist, fühlt sich ein wenig an wie den Schatten des Mondes auf einem Fluss zu jagen.“ Die Stürmung der Wahlkommission habe einen vermeintlichen Wahlbetrug aufdecken sollen. Dass er das Kriegsrecht ausgerufen habe, sei lediglich als Warnung an die Opposition zu sehen gewesen, nur ein öffentlicher Aufruf in Form des Kriegsrechts. Erneut widersprach er einer Aussage von Militärs, dass er diese angewiesen habe Abgeordnete aus dem Parlament zu zerren und gegebenenfalls zu schießen. Der Geheimdienstchef Hong bestätigte vor Gericht am selben Tag, der Präsident habe ihn dazu angewiesen, jedoch ohne Namen zu nennen, Generalleutnant Yeo teilte ihm daraufhin bis zu 16 Personen mit, die festgesetzt werden sollten, wobei der Geheimdienst habe helfen sollen. Hong sei dabei vor der Residenz des Geheimdienstchefs gewesen, was der Geheimdienstchef am 14. Februar bestritt und Hong in einer zweiten Zeugenaussage am 20. Februar 2025 dahin gehend korrigieren musste, dass er habe sich währenddessen in seinem Büro aufgehalten habe, er bestätigte seine restliche Aussage. Yoons Anwalt entgegnete, der Präsident habe Hong stattdessen gebeten, Spione festzunehmen, was dieser zurückwies. Yoon beschwichtigte, Hong habe bloß mit anderen Militäreinheiten zusammenarbeiten sollen.
Bei der Verhandlung am 6. Februar 2025 sagte Generalleutnant Kwak Jong-keun aus, der Präsident habe ihn angewiesen, die „die Tür schnell aufzubrechen und Leute aus der Nationalversammlung zu zerren“. Verteidigungsminister Lee habe bestätigt, dass dies Yoons Befehl sei. Dies habe er so aufgefasst, dass damit die „Abgeordneten“ gemeint gewesen seien. Yoon widersprach, denn er habe von „Agenten in der Nationalversammlung“ gesprochen. Kwak entgegnete, auch niedrigrangigere Offiziere seien zugegen gewesen. Auch habe es zu keinem Zeitpunkt die Anweisung des Präsidenten gegeben, das Militär vom Parlament wieder abzuziehen, was Yoons Aussage vom 23. Januar widersprach. Sondern Kwak selbst habe dies eigenverantwortlich entschieden und den Rückzug vom Parlament, der Wahlkommission, der Parteizentrale der oppositionellen Demokratischen Partei sowie einem Meinungsforschungsinstitut angeordnet und dieser sei dann erfolgt. Stabsoffizier Kim Hyun-tae, der den Einsatz bei der Nationalversammlung leitete, sagte aus, er habe scharfe Munition mitgebracht und ein Schießbefehl sei umsetzbar gewesen. Kwak habe ihn gefragt, ob er dem Parlament den Strom abschalten könne.
Die Gerichtsverhandlung vom 6. Februar 2025 wurde überschattet von einer Petition an die Nationalversammlung mit über 100.000 Unterschriften, den Präsidenten des Verfassungsgerichts Moon Hyung-bae abzusetzen, da er das Amtsenthebungsverfahren angeblich nicht neutral leite und voreingenommen sei. Die Partei Macht der Staatsbürger erklärte, das Misstrauen der Bevölkerung wachse, weil Moon nicht alle Beweisanträge von Yoon zulasse und in hohem Tempo verhandele.
Der frühere Innenminister Lee sagte am 11. Februar 2025 im Prozess aus, er habe der Feuerwehr keinen Befehl erteilt Strom und Wasser abzustellen. Er sagte, kein Regierungsmitglied habe das Kriegsrechts für verfassungswidrig gehalten, wohl aber habe es große Sorgen vor gesellschaftlichen, wirtschaftlichen und diplomatischen Folgen gegeben. Er bestätigte, Yoon von der Verhängung des Kriegsrechts abgeraten zu haben. Der frühere Verteidigungsminister Kim Yong-hyun sagte aus, Yoon habe bereits acht Monate zuvor Notstandsmaßnahmen unter Militäreinsatz erwogen. Vor Gericht sagte der Geheimdienstdirektor Baek Jong-wook, eine Untersuchung des Geheimdiensts im Jahr 2023 habe Möglichkeiten einer Wahlfälschung aufgedeckt, bei der Parlamentswahl im Jahr 2024 habe es aber keinen Wahlbetrug gegeben. Das Verfassungsgericht sagte, dass der leitende Richter Moon Textnachrichten von Yoons Anhängern auf sein Privattelefon erhalte, vor seinem Haus demonstriert werde und dem Gericht tausendfach Rücktrittsforderungen zugesandt würden, derweil forderte Yoons Partei ebenfalls den Rücktritt von Richter Moon wegen vermeintlichen unethischen Verhaltens. Beim Prozesstag am 20. Februar 2025 machte der Polizeibeamte Cho von seinem Zeugnisverweigerungsrecht Gebrauch, da er in einem Strafverfahren wegen des Kriegsrechts angeklagt sei und sich selbst belasten könne.

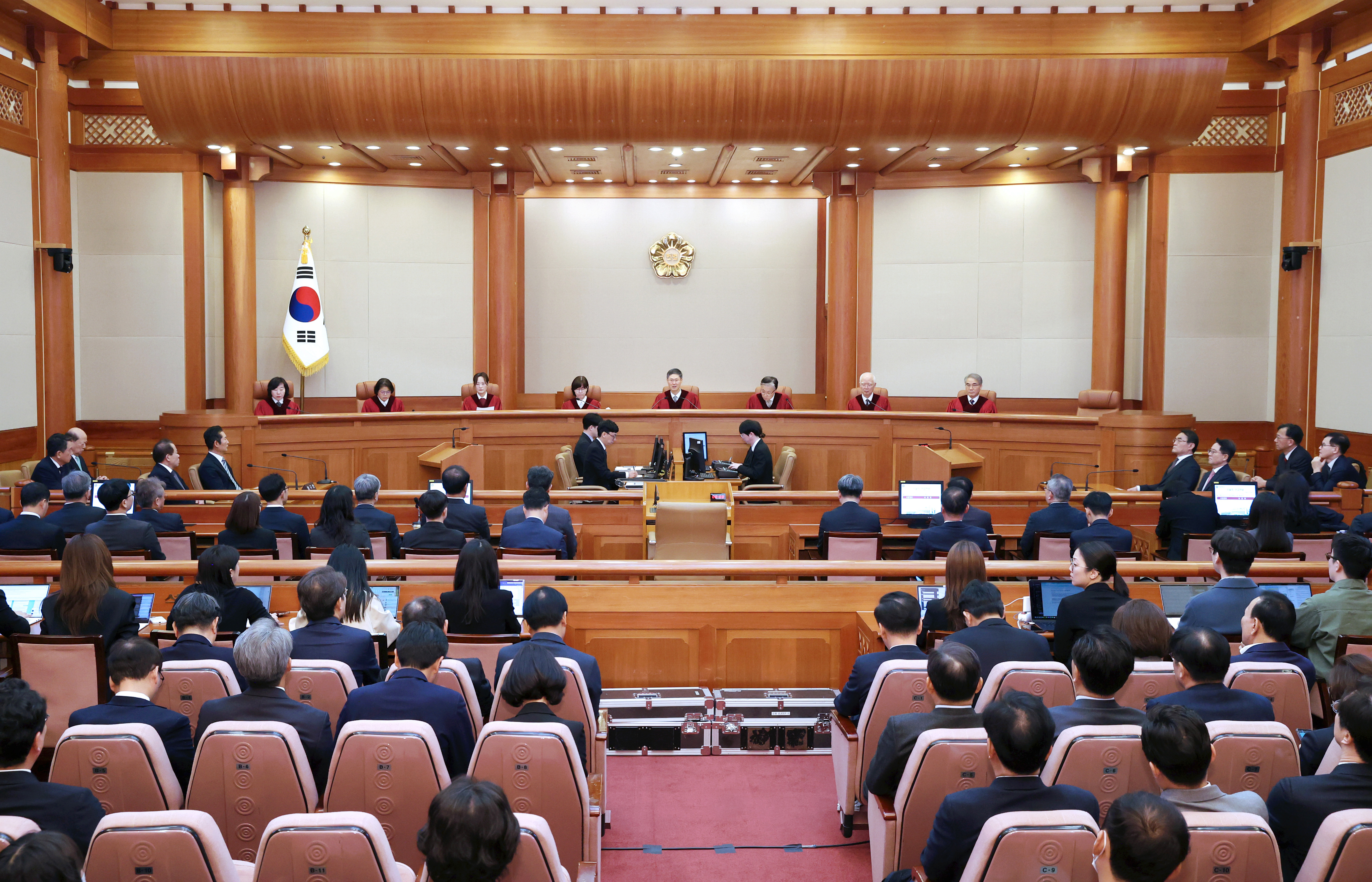
Verfassungsgerichtsurteil zur Amtsenthebung am 4. April 2025

Am letzten Verhandlungstag, dem 25. Februar 2025, sprach der Abgeordnete Jung Chung-rae, der die Nationalversammlung vor dem Verfassungsgericht vertrat: „In der Aufruhrnacht des 3. Dezember verfolgte die ganze Nation live im Fernsehen, wie bewaffnete Streitkräfte beim Kriegsrecht Gewalttaten begingen. Der Himmel hallte vom ohrenbetäubenden Dröhnen der Hubschrauber wider, und der Boden zeugte vom Marschieren bewaffneter Soldaten.“ Er forderte, dass jeder, der einen Aufstand begangen habe, ausnahmslos bestraft werden müsse, auch ein amtierender Präsident. Anschließend sagte Yoon selbst 70 Minuten lang aus: „Es ging nicht darum, die Bevölkerung mit Gewalt zu unterdrücken, sondern einen nationalen Appell zu richten.“ Dieser habe sich gegen das Gebahren der „imperialen“ Oppositionspartei gerichtet. Diese wolle ihn aus dem Amt drängen, was der eigentliche Verfassungsbruch sei. Er entschuldigte sich für die entstandene Ungewissheit und versprach über die Sorgen der Bevölkerung bezüglich ihm nachzudenken. Er kündigte zudem Verfassungsreformen an und er wolle seine innenpolitischen Aufgaben künftig an den Premierminister delegieren. Yoon ist der erste Präsident Südkoreas, der in einem Amtsenthebungsverfahren selbst aussagte. Insgesamt wurden an elf Verhandlungstagen 16 Zeugen gehört.
Am 4. April 2025 wurde Yoon Suk-yeol schließlich durch das Verfassungsgericht endgültig des Amtes enthoben, die Entscheidung fiel nach 111 Tagen einstimmig. Das Gericht urteilte, dass der Präsident das Kriegsrecht nicht habe verhängen dürfen, da keine Staatskrise vorlag. Außerdem habe er gegen das Gesetz verstoßen, als er die Armee zum Parlament schickte. Yoon verlor dadurch seine Immunität, was sich auf den Strafprozess auswirken kann. Premierminister Han Duck-soo bleibt bis zu den Neuwahlen, die binnen 60 Tagen stattfinden müssen, nun amtierender Präsident. Das Gerichtsurteil wurde in allgemeinverständlicher Sprache verfasst und appellierte an die nationale Einheit und deren demokratische Prinzipien. Ein Kernsatz lautete: „[Yoons] verfassungs- und rechtswidrigen Handlungen stellen einen Vertrauensbruch gegenüber der Bevölkerung dar und sie stellen einen schweren Rechtsverstoß dar, der zum Schutz der Verfassung nicht hinnehmbar ist.“

### Suspendierung des Interimspräsidenten und Premierministers

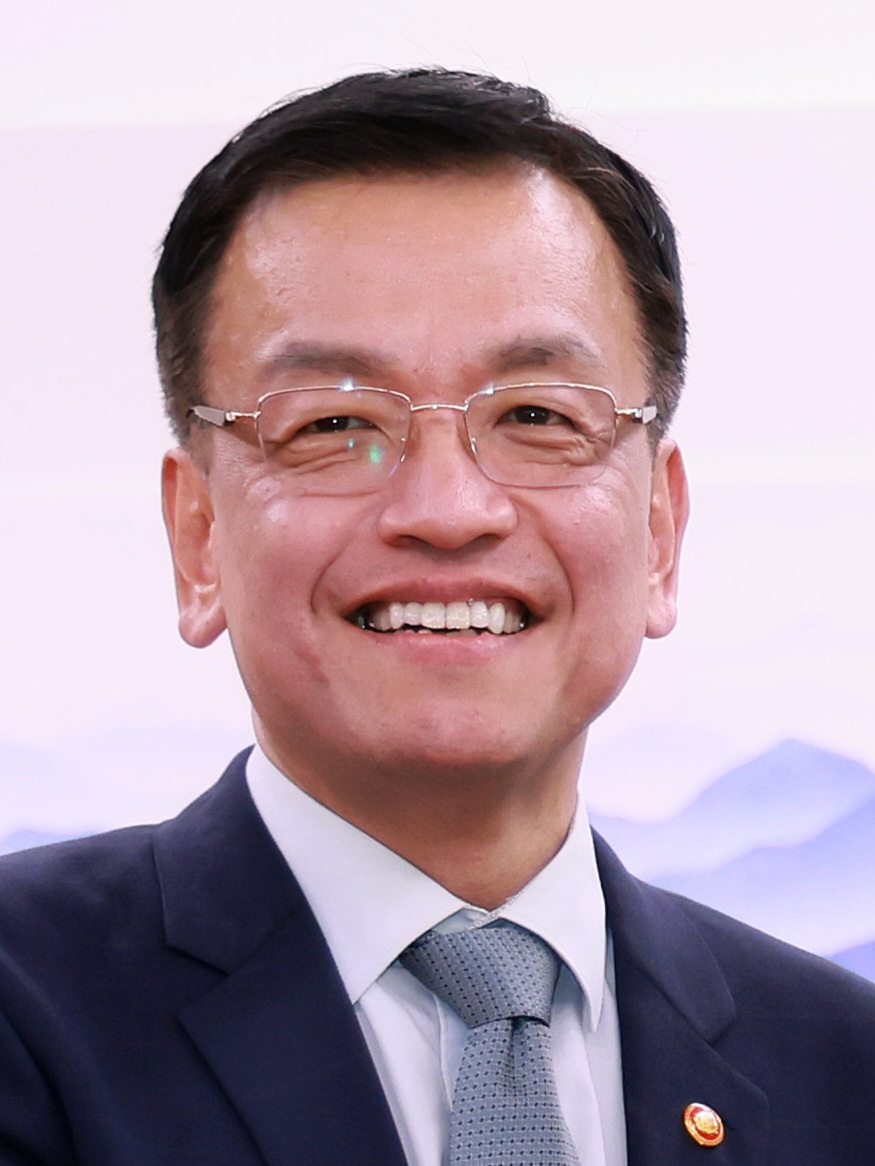
Interimspräsident Choi (2024)

Am 27. Dezember 2024 suspendierte das Parlament Premierminister Han Duck-soo, da dieser drei freie Richterposten am Verfassungsgericht nicht nachbesetzen wollte, die das Parlament bestimmen darf. Daher war Han zwischenzeitlich auch nicht mehr amtierender Präsident. Das Verfassungsgericht wird seine Suspendierung in einem Amtsenthebungsverfahren ab dem 19. Februar 2025 prüfen. Geschäftsführend wurde nun Choi Sang-mok Premierminister und übte zwischenzeitlich die Geschäfte des Präsidenten aus. Choi ließ bis zum 31. Dezember 2024 zwei von drei Verfassungsrichtern nachbesetzen. Er rief das Land zur Einheit auf. Am 27. Februar 2025 entschied das Verfassungsgericht einstimmig, dass Choi (und somit zuvor auch Han) als kommissarischer Präsident auch verpflichtet gewesen wäre, den dritten Verfassungsrichter nachzubesetzen. Weil aber Choi daraufhin den Richterposten weiterhin nicht nachbesetzte, reichten fünf Oppositionsparteien am 21. März 2025 einen Amtsenthebungsantrag gegen Choi ein, der ihn als Finanzminister sowie als kommissarischen Premierminister und kommissarischen Präsidenten suspendieren würde.
Am 19. Februar 2025 begann das Amtsenthebungsverfahren gegen Han vor dem Verfassungsgericht. Zu den Vorwürfen des Parlaments zählen Hans Verwicklung in die Ausübung des Kriegsrechts, eine Empfehlung an den Präsidenten das Gesetz zur Einsetzung eines Sonderermittlers gegen die Frau des Präsidenten zu behindern und das Verfassungsgericht willentlich nicht nachbesetzt zu haben. Han sagte vor dem Verfasungsgericht aus, er habe dem Präsidenten vom Kriegsrecht abgeraten und sich zu keiner Zeit daran beteiligt. Das Sonderermittlergesetz habe gegen die Verfassung verstoßen.
Am 24. März 2025 urteilte das Verfassungsgericht, dass Premierminister Han, der auch kommissarisch als Präsident amtierte, vom Parlament nicht des Amts hätte enthoben werden dürfen. Denn der angegebene Grund, Han habe sich geweigert Verfassungsrichter zu benennen sei nicht hinreichend für eine Amtsenthebung gewesen. Han habe außerdem nicht zum Kriegsrecht des Präsidenten beigetragen, dafür fehle es an Beweisen. Daher wiesen sie die Amtsenthebung ab mit fünf zu drei Stimmen ab. In einer zweiten Entscheidung bestätigte das Verfassungsgericht allerdings die Rechtmäßigkeit der Abstimmung zu seiner Amtsenthebung, diese war verfassungsgemäß abgelaufen. Am 24. März 2025 übernahm Han Duck-soo nach 87 Tagen der Suspendierung wieder das Amt des Premierministers und wurde somit auch wieder kommissarischer Präsident Südkoreas. Choi ist fortan wieder Finanzminister in Hans Kabinett, aber nicht mehr kommissarischer Premierminister und Präsident.
Am 8. April 2025 ernannte Han in seiner Rolle als kommissarischer Präsident schließlich den 9. Verfassungsrichter, den das Parlament vorgeschlagen hatte. Ebenfalls am 8. April nominierte Han zwei weitere Verfassungsrichter, die der Präsident eigenständig ernennen darf, weil diese Posten zum 18. April 2025 vakant wurden. Dies untersagte das Verfassungsgericht jedoch, weil er nur kommissarisch als Präsident amtierte, er durfte auch keine weiteren Schritte unternehmen. Han befolgte die Anordung.

### Haftbefehl und Strafverfahren gegen den Präsidenten
Am 30. Dezember 2024 beantragte die Staatsanwaltschaft Haftbefehl gegen den suspendierten Präsidenten Yoon Sok-yeol. Ihm wurde der Aufruhr zur Last gelegt, der bei der Kriegsrechtsverhängung stattgefunden habe, sowie Machtmissbrauch. Zuvor war Yoon drei Vorladungen zum Verhör nicht gefolgt. Die Ermittlungen ergaben, dass Yoon die Ausrufung des Kriegsrechts befehligt und geleitet habe. Insbesondere habe er das Militär zur Nationalversammlung beordert, um die Abstimmung zu verhindern, gegebenenfalls die Tür mit Waffengewalt zu öffnen und Abgeordnete aus dem Gebäude zu entfernen. Auch habe er angeordnet, die Computer der Wahlbehörde zu beschlagnahmen. Anklagen gegen den amtierenden Staatspräsidenten sind in Südkorea nur bei Aufruhr und Landesverrat möglich. Die ermittelnde Behörde setzte sich zusammen aus der polizeilichen Staatsanwaltschaft für Korruption und hochrangigen Staatsvertretern sowie dem Militärstaatsanwalt. Yoons Anwälte teilten mit, die Sonderstaatsanwaltschaft sei nicht zuständig, was diese anders beurteilte.
Am 31. Dezember 2024 wurde der beantragte Haftbefehl durch das Bezirksgericht Seoul-West erlassen.  Die Verhaftung von Yoon im Präsidentenpalast wurde durch eine Militäreinheit wie auch durch den Sicherheitsdienst des suspendierten Präsidenten am 3. Januar 2025 verhindert und die weitere Vollstreckung des Haftbefehls nach Angaben des Anwalts von Yoon vorläufig ausgesetzt. Vor dem Amtssitz des Präsidenten hatten sich zudem Anhänger Yoons versammelt und den Zugang blockiert. Auch weitere Festnahmeversuche scheiterten.

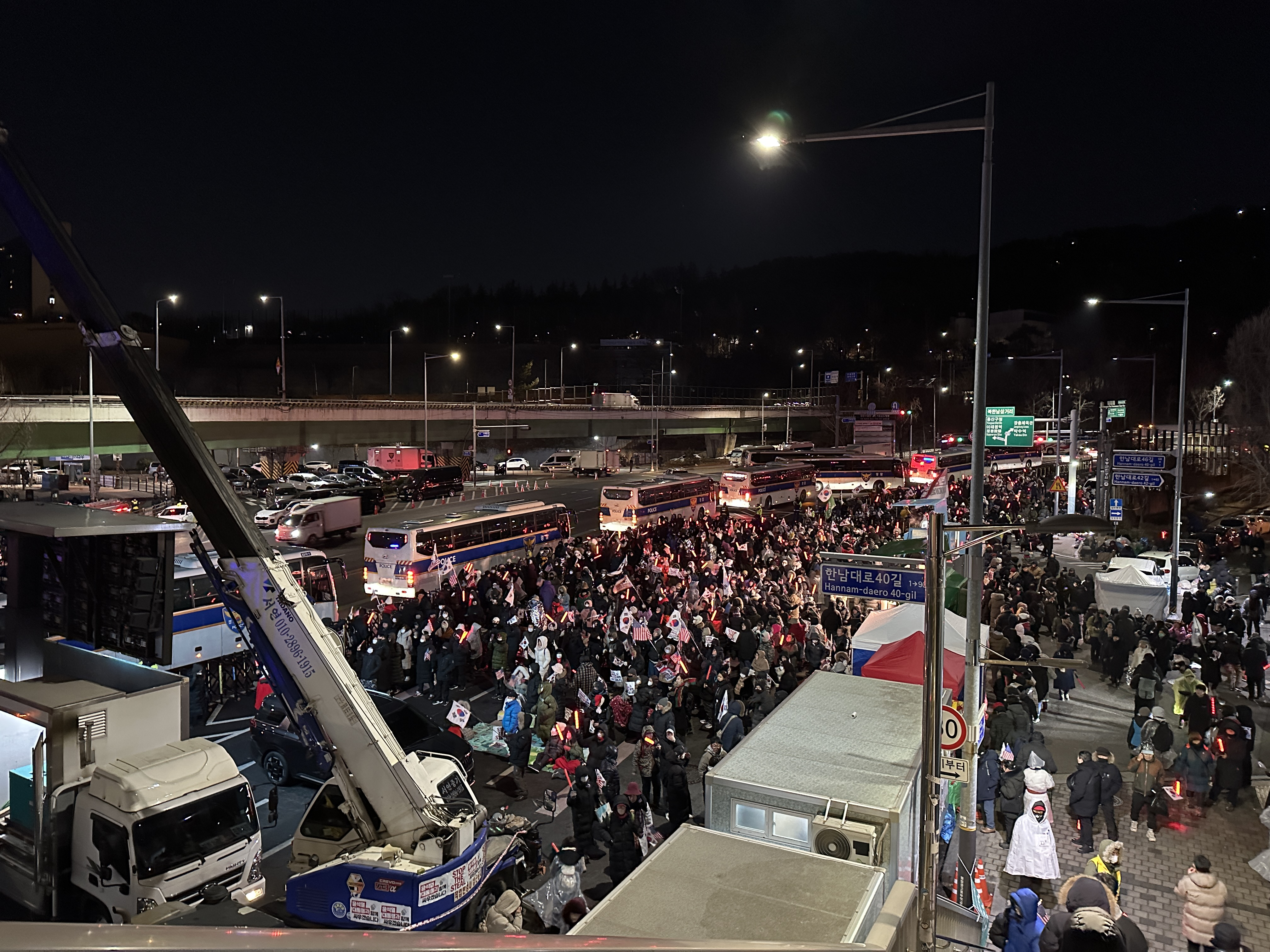
Demonstration von Anhängern gegen die Festnahme Präsident Yoons in Seoul (15. Januar 2025)

 Am 15. Januar 2025 nahm die Polizei im Beisein der Staatsanwaltschaft schließlich Präsident Yoon fest und verbrachte ihn zum Verhör in die Ermittlungsbehörde. Yoon sagte in einer Videobotschaft, dass er die Ermittlungen dennoch nicht akzeptiere. Im Verhör am 15. Januar schwieg Yoon und widersprach der Videoaufzeichnung.  Nachdem Yoon am 18. Januar vor dem Bezirksgericht Seoul-West zu seiner Untersuchungshaft angehört wurde, ordnete das Gericht in der folgenden Nacht an, Yoon vorerst bis zu zwanzig Tage in Untersuchungshaft zu nehmen. Die Haft kann nach Anklageerhebung auf sechs Monate erstreckt werden, spätestens dann muss ein Urteil gefällt worden sein. Daraufhin wurde Präsident Yoon inhaftiert, womit er der erste amtierende Präsident Südkoreas in Haft ist. Vor dem Gericht hatten über 40.000 Anhänger Yoons gegen seine Inhaftierung demonstriert. Es kam zu schweren Ausschreitungen, einige von ihnen zerstörten Fenster des Gerichts und stürmten in das Gerichtsgebäude. 87 Demonstranten wurden in Gewahrsam genommen. Am 19. Januar wurde der Präsident erstmals von Ermittlern in Haft vernommen.
Die Hauptverhandlung begann mit einem Vorabtermin am 20. Februar 2025. Yoon erschien zum Strafverfahren, schwieg jedoch. Seine Anwälte forderten Yoon aus der Untersuchungshaft zu entlassen und das Gericht gab Staatsanwaltschaft und Verteidigung zehn Tage Zeit ihre Anträge zu begründen. Darüber hinaus behaupteten die Anwälte einen Formfehler im Verfahren, weil Haftanträge der Anklagebehörde angeblich mehrfach von Gerichten abgelehnt worden seien, bevor das Bezirksgericht Seoul-West den Antrag akzeptiert habe, was die Antikorruptionsbehörde dementierte. Die Anwälte sagten, Yoon habe den Staat schützen und nicht gewaltsam stürzen wollen. Am 7. März 2025 wurde der Haftbefehl gegen Yoon aufgehoben und er wurde am Folgetag entlassen, eine Veruteilung drohte ihm dennoch. In der Begründung des Bezirksgerichts Seoul-Mitte hieß es, die Haftantragsfrist sei von der Anklagebehörde falsch berechnet und nicht fristgerecht eingereicht worden.
Am 14. April 2025 wurde der Strafprozess in der Hauptverhandlung förmlich eröffnet. In der Anklageschrift hieß es, Yoon habe die Verfassungsordnung gestört und sich zielgerichtet darauf vorbereitet. Gemäß der Anklage war die Ernennung des neuen Verteidigungsministers Kim Yong-hyun drei Monate vor der Verhängung des Kriegsrechts ein solch vorbereitender Schritt. Yoon sagte in einer Verteidigungsrede, das Kriegsrecht habe die Demokratie verteidigen und nicht wie früher ein Militärregime einführen sollen. Wie auch im Amtsenthebungsverfahren gab er an, mit seinem Schritt habe er das Land wegen dessen verzweifelter Lage warnen wollen. Am 14. April sagte Oberst Cho Sung-yun von der Hauptstadtschutzbrigade aus, er habe von Kommandeur Lee  Jin-woo den Befehl erhalten, Truppen in das Parlament zu entsenden um von dort Abgeordnete zu entfernen, was er am 21. April 2025 in einer weiteren Aussage bestätigte.
In der dritten Hauptverhandlung am 12. Mai 2025 sagte Oh Sang-bae, stellvertretender Kommandant der Hauptstadteinheit des Militärs, dass er zur Zeit des Kriegsrechts direkt an der Seite von Kommandeur Lee Jin-woo gewesen sei und dabei vier abhörgesicherte Telefonate zwischen Yoon und Lee klar habe hören können, außerdem habe auf dem Telefon beim Anruf „Präsident“ aufgeleuchtet. Yoon habe nachdrücklich gefordert, dass die Hauptstadteinheit in die Nationalversammlung vordringen solle, selbst wenn das Parlament die Aufhebung des Kriegsrechts beschließen würde. Yoon habe Lee gesagt, er könne, wenn nötig, auch ein zweites und drittes Mal das Kriegsrecht verhängen.
In der vierten Anhörung am 19. Mai 2025 wurden zwei Zeugen verhört: Park Jeong-hwan, Stabschef eines militärischen Sonderkommandos, und Lee Sang-hyun, ehemals Kommandeur bei der Brigade der Luftwaffe. Yoon wurde mit dem Vorwurf konfrontiert, nicht nur einen Aufruhr herbeigeführt zu haben, sondern auch mit dem Dekret über das Kriegsrecht Amtsmissbrauch betrieben zu haben.
Am 26. Mai 2025, dem fünften Prozesstag, sagte Lee Sang-hyun, früherer Kommandant einer Spezialeinheit der Luftstreitkräfte, der selbst wegen seiner Handlungen in der Nacht des Kriegsrechts angeklagt ist, dass Oberst Kwak Jong-geun ihm am 3. Dezember 2024 angeordnet habe, dass er Militäreinheiten ins Parlament entsenden solle, um Abgeordnete von dort zu entfernen. Yoon äußerte sich an diesem Tag nicht.

### Rücktritte von Ministern und Gerichtsverfahren
Am 5. Dezember 2024 erklärte Verteidigungsminister Kim Yong-hyun öffentlich, er trage die Verantwortung für den Befehl zur Verhängung des Kriegsrechts und reichte sein Rücktrittsgesuch ein, das von Präsident Yoon angenommen wurde. Am 8. Dezember 2024 wurde Kim Yong-hyun festgenommen, die südkoreanische Staatsanwaltschaft warf ihm Hochverrat vor. Er versuchte sich daraufhin das Leben zu nehmen. Das Gerichtsverfahren gegen Kim begann schließlich am 16. Januar 2025. Am 8. Dezember trat Innenminister Lee Sang-min zurück. Seine Wohnung und Büroräume wurden am 18. Februar 2025 polizeilich durchsucht, weil er am 3. Dezember 2024 angeordnet haben, Medienhäusern Strom und Wasser abzustellen.
Der Generalstabschef des Heeres Park An-su wurde am 12. Dezember 2024 suspendiert, da er den Militäreinsatz zur Zeit des Kriegsrechts leitete. Ihn erwartete ein Strafverfahren. Am 20. Januar 2025 gab das Verteidigungsministerium Südkoreas bekannt, dass vier hochrangige Militärs von ihren Rängen entlassen wurden: die drei Generalleutnante Yeo In-hyung, Lee Jin-woo und Kwak Jong-keun sowie Generalmajor Moon Sang-ho. Alle vier erwartete ein Displinar- und ein Strafrechtsverfahren.
Auch gegen den Kommandeur der Luftwaffe Lee Sang-hyun wurde ein Gerichtsverfahren angestrengt, weil er Militäreinheiten ins Parlament befehligt haben soll.

### Neuwahlen
Neuwahlen zur Präsidentschaft fanden am 3. Juni 2025 statt. Der Oppositionsführer Lee Jae-myung der demokratischen Partei wurde mit 49,42 % zum Präsidenten gewählt.

### Verfassungsreform
Im Anschluss an die Amtsenthebung Yoons entstand eine politische Debatte um eine Verfassungsreform in Südkorea, welche die Aufgaben des Präsidenten neu regeln möge. Parlamentspräsident Woo schlug vor, am selben Tag wie die Neuwahlen ein Verfassungsreferendum zu diesem Zweck abzuhalten. Unterstützung erhielt er von der Partei Macht der Staatsbürger. (Dies kam nicht zu Stande.) Im Wahlkampf im Mai 2025 schlugen Lee Jae-myung und Kim Moons-soo vor, dass der Präsident künftig einmal wiedergewählt werden könne und seine Wahlperiode nur noch vier statt fünf Jahre dauern möge. Lee schlug vor, die Vetorechte des Präsidenten gegenüber dem Parlament zu beschränken, Kim empfahl in Strafverfahren die Immunität des Präsidenten aufzuheben. Außerdem sollte das Vorschlagsrecht für den Premierminister vom Präsidenten aufs Parlament übergehen. Nach der Wahl im Juni 2025 empfahl Woo, dass das Kriegsrecht künftig vom Präsidenten nur mit Zustimmung der Nationalversammlung ausgerufen werden könne.